# Pugled, Semič
Pugled este o localitate din comuna Semič, Slovenia, cu o populație de 19 locuitori.